# Майр, Михаэль
Михаэль Майр (нем. Michael Mayr; 10 апреля 1864 года — 21 мая 1922 года, Вальднойкирхен) — федеральный канцлер Первой Австрийской республики с 22 октября 1920 по 21 июня 1921 года. Член христианско-социальной партии, по специальности — историк.

## Биография
Майр родился в городке Адлванг в Верхней Австрии. Изучал историю и географию в Венском университете, где получил докторскую степень в 1890 году. С 1897 до 1920 года возглавлял Тирольский государственный архив (нем. Tiroler Landesarchives). В 1900 году стал профессором современной истории в университете Инсбрука.
Политическая карьера Майра началась во властных институтах Австро-Венгрии. С 1907 до 1911 года он был членом рейхсрата, а с 1908 по 1914 — ландтага Тироля. После распада империи и окончания Первой мировой войны в 1919 и 1920 годах Майр был делегатом от Христианско-социальной партии в Национальное собрание в рамках разработки проекта новой конституции.
В 1920 году Майр заменил на посту государственного секретаря (нем. Staatskanzler) Карла Реннера. В ноябре 1920 года он стал федеральным канцлером Австрии и министром иностранных дел страны, возглавив правительство меньшинства христианской социалистической партии.
Ушел в отставку 1 июня 1921 года в ответ на референдум, который был проведен в Штирии по вопросу выхода земли из состава Австрии и присоединения к Германии.